# Brasilianisch-portugiesische Beziehungen
Die brasilianisch-portugiesischen Beziehungen beschreiben das zwischenstaatliche Verhältnis zwischen Brasilien und Portugal. Die Beziehungen gehen auf die Ankunft des portugiesischen Entdeckers Pedro Álvares Cabral im Jahr 1500 zurück, der als erster Europäer im bis dahin hier unbekannten Südamerika landete. Brasilien gehörte danach mehr als drei Jahrhunderte zum portugiesischen Kolonialreich.
Bis heute verbinden die beiden Länder engste Beziehungen, wobei Brasilien mit seiner fast zwanzigmal größeren Bevölkerung und fast hundertmal größeren Fläche die international größere Rolle spielt. Neben der gemeinsamen portugiesischen Sprache und den engen Beziehungen in Wirtschaft, Kultur, Sport und Politik bestehen auch auf allen anderen Ebenen eine Fülle weitergehender Verbindungen, angefangen von vielfältigen Beziehungen zwischen Bürgern beider Länder bis hinauf zu internationalen Institutionen wie der gemeinsamen Mitgliedschaft in der Gemeinschaft der Portugiesischsprachigen Länder und der Iberoamerikanischen Konferenz der Nationen. Auch die gegenseitige Migration ist von großer Bedeutung.

## Geschichte

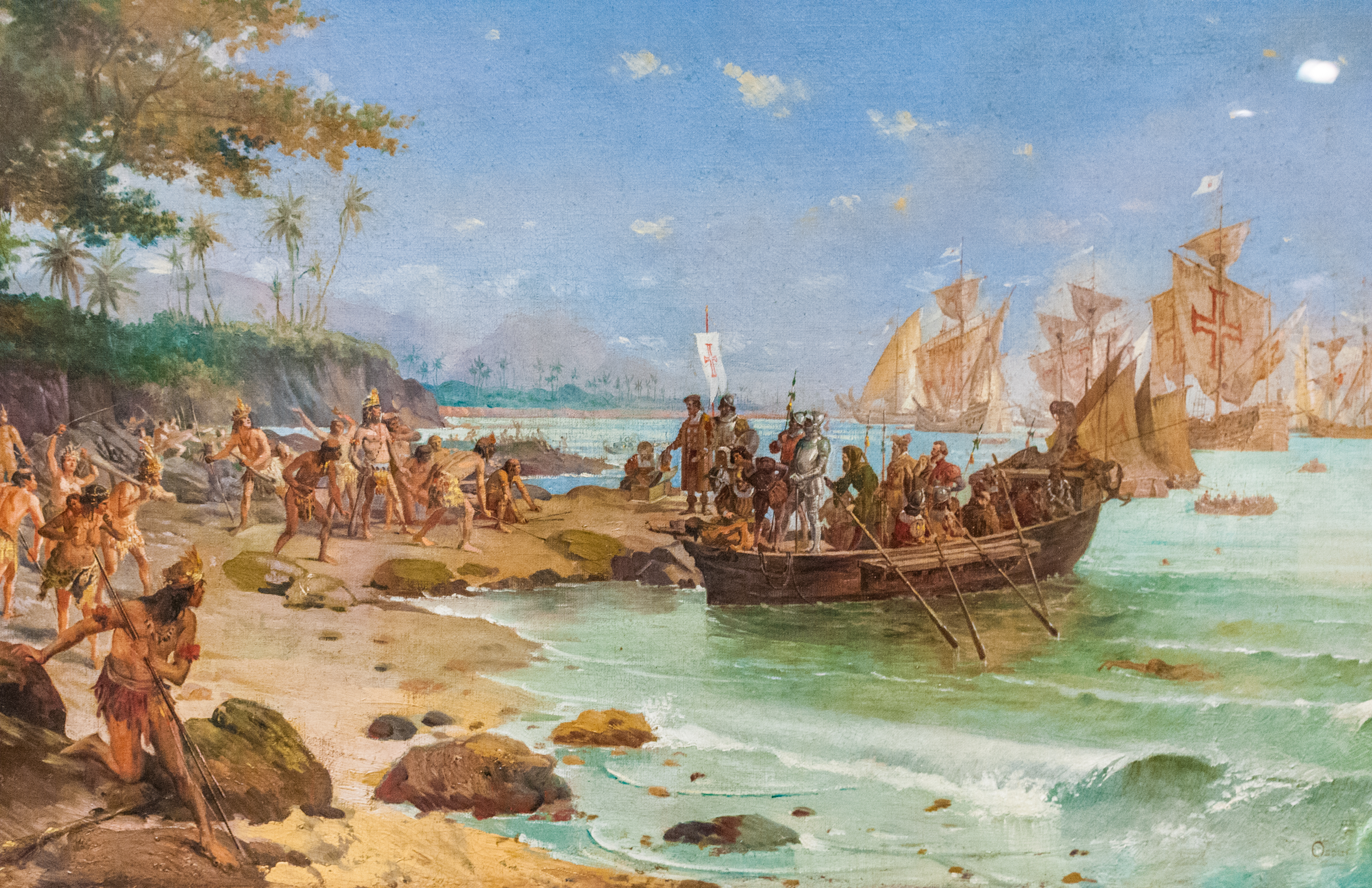
Die Landung Cabrals in Porto Seguro 1500, Gemälde des brasilianischen Malers Oscar Pereira da Silva

Karte Brasiliens von 1519

### Bis zur Unabhängigkeit 1822
Mit der Landung des portugiesischen Entdeckers Pedro Álvares Cabral in Porto Seguro am 22. April 1500 begann die Besitznahme des bisher unbekannten Brasiliens für die portugiesische Krone. Nach dem 1494 geschlossenen portugiesisch-spanischen Vertrag von Tordesillas stand das Gebiet dem König Portugals zu, der es 1534 in Capitanias aufteilte und an portugiesische Adlige vergab, den Capitães-Mor.
Die Portugiesen trafen auf die friedliche Indigene Bevölkerung Brasiliens. Einerseits versuchten sie danach erfolglos, die Eingeborenen zu versklaven. Anderseits kam es aber auch zu Vermischungen und kultureller Annäherung. So blieb Guaraní lange die lingua franca in weiten Teilen der Kolonie, bis Portugiesisch sich durchsetzte. Der Portugiese Caramuru gehört zu den bekanntesten Kolonisten, die brasilianische indigene Frauen heirateten und zu wichtigen Verbindungspersonen zwischen alter und neuer Bevölkerung Brasiliens wurde. Später wurde der Jesuitenpadre António Vieira der bekannteste Fürsprecher der indigenen Bevölkerung Brasiliens und kritisierte offen ihre rechtlos gewordene Situation.
Nach dem anfänglichen Export des namensgebenden Brasilholzes wurde der Anbau von Zuckerrohr bedeutendster Wirtschaftsfaktor der neuen Kolonie, die zudem mit ihrer steigenden Nachfrage nach Sklaven aus den portugiesischen Besitzungen in Afrika den portugiesischen Sklavenhandel beflügelten. Die heutige afrobrasilianische Kultur hat hier ihre Wurzeln, etwa mit den afrobrasilianischen Religionen, Musikinstrumenten wie dem Berimbau, dem Batuque oder dem international bekannten Capoeira-Kampftanz.
Mit dem Ende der portugiesischen Erbfolge 1580 kam Portugal in eine Personalunion mit dem Königreich Spanien. In der Folge erlebten die portugiesischen Besitzungen eine Schwächung, und Brasilien erlitt eine Reihe vor allem französischer und niederländischer Angriffe. Mit der wiedererlangten Unabhängigkeit Portugals nach dem Restaurationskrieg ab 1640 verstärkte Portugal seine Aufmerksamkeit auf Brasilien wieder und suchte dort nach neuen Einnahmequellen, die das ausgeblutete Mutterland dringend benötigte.
Der portugiesische König D. João IV. gründete 1649 die Handelskompanie Allgemeine Gesellschaft des Brasilienhandels (port.: Companhia Geral do Comércio do Brasil), die vor allem den Zucker- und Sklavenhandel kontrollieren und optimieren sollte. Sie konnte im weiteren Verlauf zwar die kommerziellen Erwartungen nicht voll erfüllen, spielte jedoch eine wichtige Rolle bei der militärischen Sicherung des Überseehandels zwischen Portugal und Brasilien in der zweiten Hälfte des 17. Jahrhunderts. Entscheidende Bedeutung hatte sie im Januar 1654 auch bei der endgültigen Vertreibung der Niederländer aus dem brasilianischen Nordosten, wo sich die Niederländische Westindien-Kompanie ab 1624 festgesetzt hatte.
Der einsetzende Abbau von brasilianischen Bodenschätzen im 17. Jahrhundert, insbesondere von Gold führte erneut zu einem enormen Reichtum, der sich sowohl im Abfluss immenser Kapitalströme in das Mutterland Portugal, als auch in der Kolonie selbst zeigte. Das architektonische Erbe in barocken Städten wie Ouro Preto oder der damaligen Hauptstadt Salvador (heute beide UNESCO-Welterbestädte) sind in Brasilien als Belege erhalten geblieben, während in Portugal die zahlreichen Herrenhäuser und vergoldeten Kirchenaltäre (Talha dourada) bis heute Zeugnis dieses erneuten Reichtums ablegen.
Ab dem 17. Jahrhundert zogen die sogenannten Bandeirantes weiter ins Landesinnere auf der Suche nach Gold, Diamanten und Sklaven. Sie erweiterten damit das Gebiet Brasiliens über die ursprünglichen Grenzlinien des Tordesillas-Vertrages hinaus. Damit entwickelte sich nun auch zunehmend eine eigene brasilianische Identität.

Gliederung Brasiliens im Jahr 1817

Im 18. Jahrhundert kam zudem der Kaffeeanbau nach Brasilien und entwickelte später eine bedeutende Rolle in der Entwicklung Brasiliens. Die wohlhabenden „Kaffeebarone“ waren eine Folge dieses neuen Wirtschaftsfaktors und verlagerten das wirtschaftliche Zentrum Brasiliens nach Süden. In der Folge löste Rio de Janeiro die Hauptstadt Salvador als bedeutendste Stadt der Kolonie ab und wurde 1815 Hauptstadt. Zudem nahm das bürgerlich geprägte São Paulo stark an Bedeutung zu. Die schon länger aufgekommene Tendenz zu einer eigenen brasilianischen Gesellschaft verstärkte sich dabei wesentlich, mit dem Tiradentes-Aufstand 1792 als endgültigem Erweckungssignal der Brasilianischen Unabhängigkeitsbewegung.
Mit der Flucht des portugiesischen Königshauses vor der Napoleonischen Invasion Portugals wurde Rio de Janeiro 1808 de facto Hauptstadt des Königreichs Portugal, somit faktisch erste in einer Kolonie gelegene Hauptstadt eines Kolonialreichs, ein historisch einzigartiger Fall. In der folgenden Entwicklung bis zur Liberalen Revolution in Portugal wurde Brasilien zunächst als Teil des Vereinigten Königreichs von Portugal, Brasilien und den Algarven (1815–1822) aufgewertet. Jedoch hatte sich bereits eine eigene bürgerliche Gesellschaft in Brasilien entwickelt. So wurden auf dem Wiener Kongress 1815 Brasilien und Portugal bereits als gleichgestellte Königreiche festgelegt. Damit war Brasilien nun keine Kolonie mehr.
Nach dem Ende der französischen Bedrohung in Portugal kehrte König D. João VI. 1821 nur widerwillig nach Lissabon zurück und ließ seinen Sohn in Rio de Janeiro als Regenten Brasiliens zurück. Dieser erklärte am 7. September 1822 in São Paulo Brasilien als unabhängig und wurde als D. Pedro I. erster Kaiser des unabhängigen Kaiserreichs von Brasilien. Die Unabhängigkeitserklärung Pedros in der Nähe des Flüsschens Ipiranga in São Paulo mit den dramatischen Worten „Unabhängigkeit oder Tod“ (port.: Indepêndencia ou morte) ging als „Ruf vom Ipiranga“ (Grito do Ipiranga) in die Geschichte ein.

### Seit der Unabhängigkeit

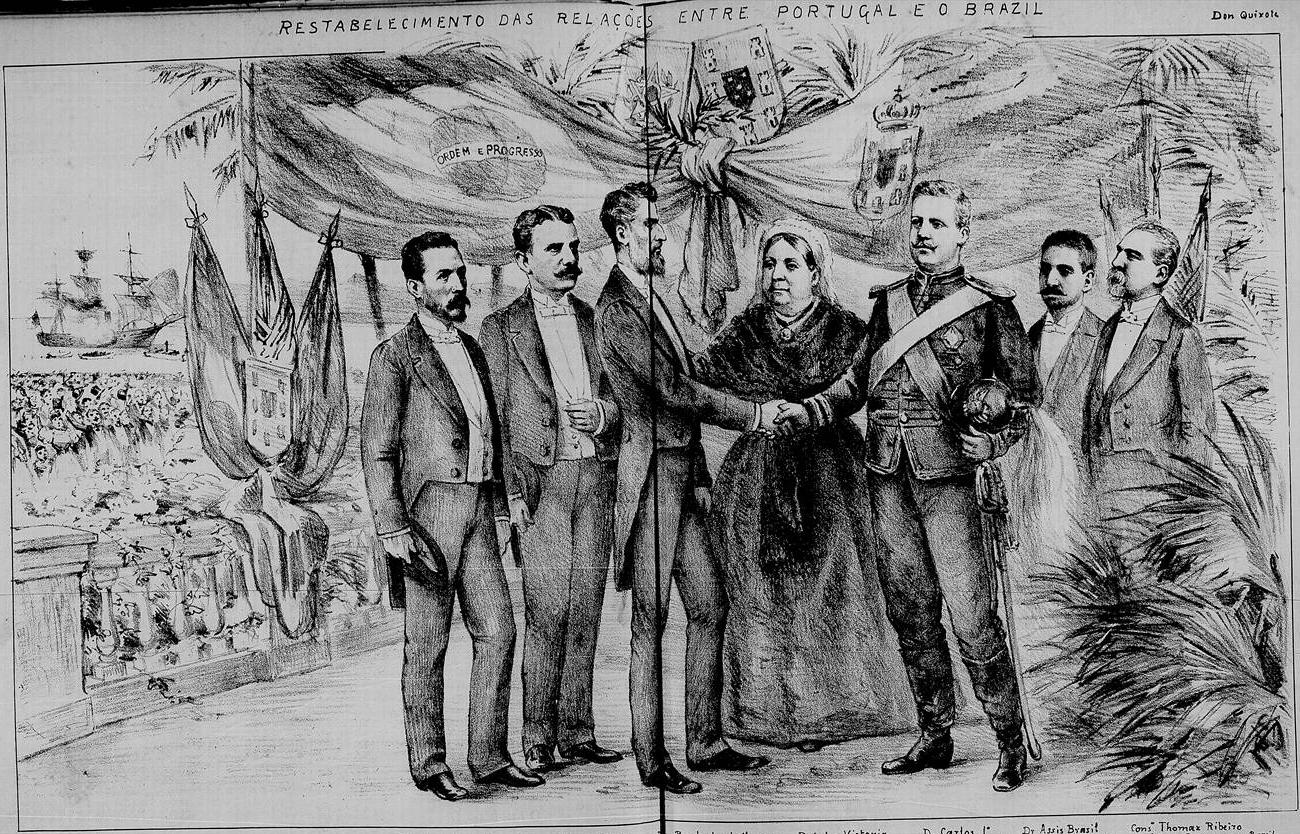
1895 nahmen Brasilien und Portugal ihre diplomatischen Beziehungen wieder auf, nachdem Brasilien sie 1894 unterbrochen hatte, als die portugiesische Fregatte Mindello brasilianische Aufständische vor der Verfolgung rettete

Mit dem bilateralen Vertrag von Rio de Janeiro 1825 besiegelten beide Länder die Unabhängigkeit Brasiliens und schlossen ein enges Bündnis.
Nach antiportugiesischen Bewegungen und Militäraufständen dankte Kaiser Pedro I. 1831 ab und ging nach Portugal, wo er danach in Erbfolge als D. Pedro IV. portugiesischer König wurde. Sein bereits in Rio de Janeiro geborener Sohn D. Pedro II. wurde 1831 zweiter Kaiser Brasiliens. Am 24. Februar 1891 wurde Brasilien zur Republik.
Die 1910 ausgerufene Republik Portugal wurde von Brasilien anerkannt.
Im Ersten Weltkrieg (1914–1918) gehörte Portugal nach der deutschen Kriegserklärung 1916 den Alliierten an. Auch Brasilien gehörte den Alliierten an, trat jedoch nicht aktiv ins Kriegsgeschehen ein.
1930 errichtete Getúlio Vargas eine Diktatur in Brasilien, die er 1937 zum brasilianischen Estado Novo ausrief. Trotz seiner offenen Sympathien für die faschistischen Diktaturen in Europa, zu denen spätestens seit 1932 auch das portugiesische Estado Novo-Regime zählte, blieb Brasilien politisch auf der Seite der USA. Beide Estado Novo-Diktaturen blieben dabei freundschaftlich verbunden, ohne ihre Beziehungen zu sehr zu intensivieren.

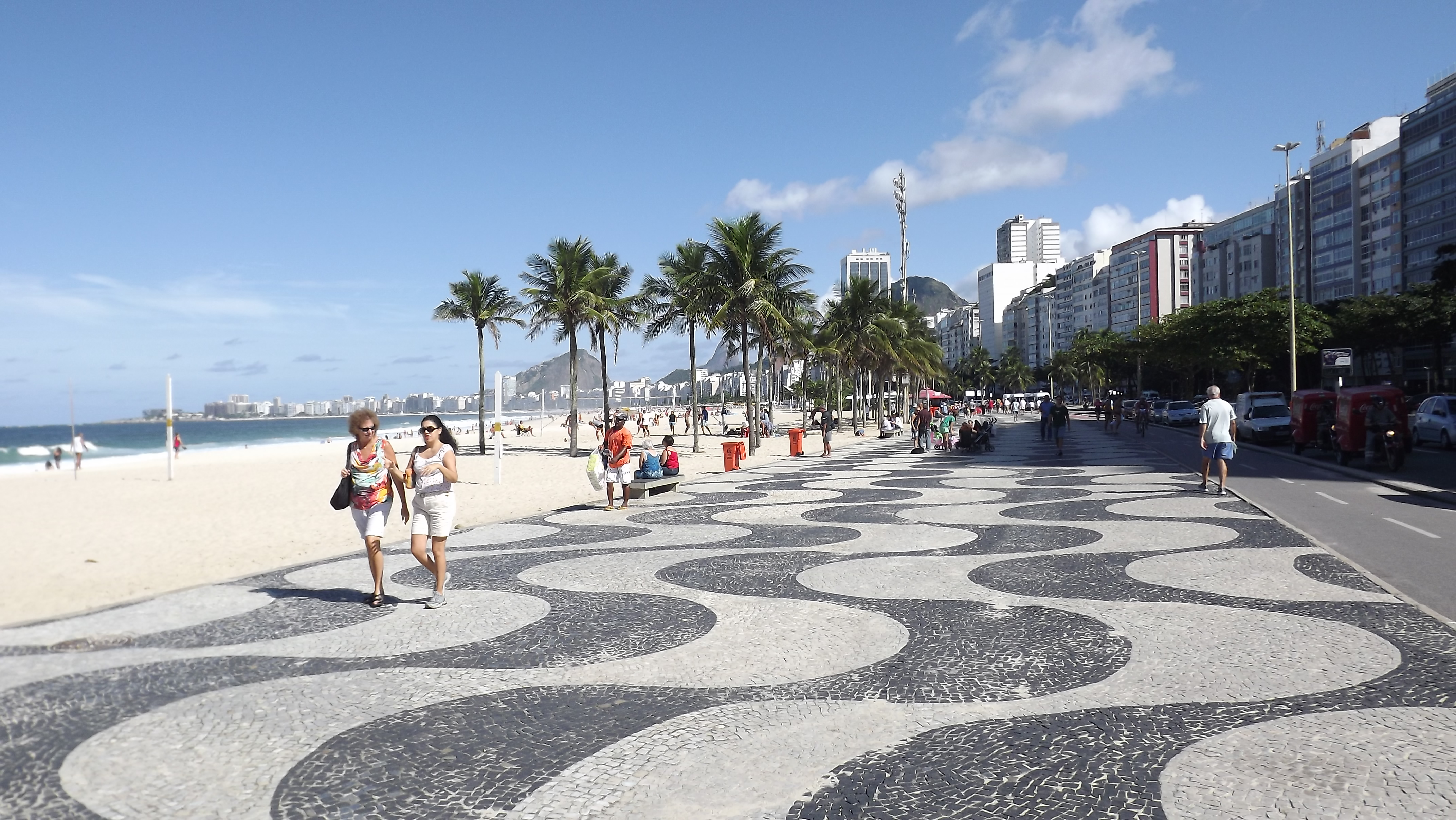
Portugiesisches Straßenpflaster an der Copacabana in Rio de Janeiro: die kulturellen und historischen Verflechtungen verbinden Brasilien und Portugal bis heute auf vielfältige Weise

Im Zweiten Weltkrieg (1939–1945) blieb Portugal neutral, während Brasilien 1942 den Achsenmächten den Krieg erklärte und ab 1944 ein brasilianisches Kontingent im Dienst der Anti-Hitler-Koalition aktiv in Europa einsetzte. Das neutrale Portugal war derweil eine wichtige Durchgangsstation für zahllose Flüchtlinge, die vor Nazideutschland auch nach Brasilien flohen. Nach dem Krieg gelang dann ehemaligen Nazi-Größen die Flucht nach Brasilien (darunter später auch Josef Mengele), teilweise auch über Portugal.
Nach dem brasilianischen Militärputsch 1964 unterhielt das autoritäre Salazar-Regime in Portugal gute Beziehungen zur Militärdiktatur in Brasilien (1964–1985), auch im Sinne ihrer Propaganda einer historisch-zivilisatorischen Mission Portugals als ewig fortbestehendem ersten Weltreich der Geschichte. Beide Diktaturen unterstützten sich, etwa im Portugiesischen Kolonialkrieg oder bei international diskutierten Menschenrechtsfragen. Die Beziehungen wurden jedoch, auch mangels gemeinsamer geopolitischer Interessen, nicht zu eng. So fanden etwa politische Flüchtlinge stets im jeweils anderen Land Zuflucht. Daneben blieb der rege Kulturaustausch lebendig. So waren portugiesische Stars wie der komische Schauspieler Raul Solnado oder die später zu Weltruhm gelangte Sängerin Amália Rodrigues häufig in Brasilien auf Tournee oder im Fernsehen zu sehen.
Nach der Nelkenrevolution am 25. April 1974 ging Marcelo Caetano, seit 1968 Regierungschef der portugiesischen Diktatur, nach Brasilien ins Exil. Die brasilianisch-portugiesischen Beziehungen blieben zwar gut, entwickelten sich jedoch wenig intensiv, bis auf den anhaltenden kulturellen Austausch und der Flucht portugiesischen Kapitals nach Brasilien. Während in Brasilien die rechte Militärdiktatur weiter herrschte und eine nach innen gerichtete Politik beibehielt, entwickelte sich die ursprünglich linksgerichtete Revolution in Portugal zunehmend in Richtung Europäischer Gemeinschaft.

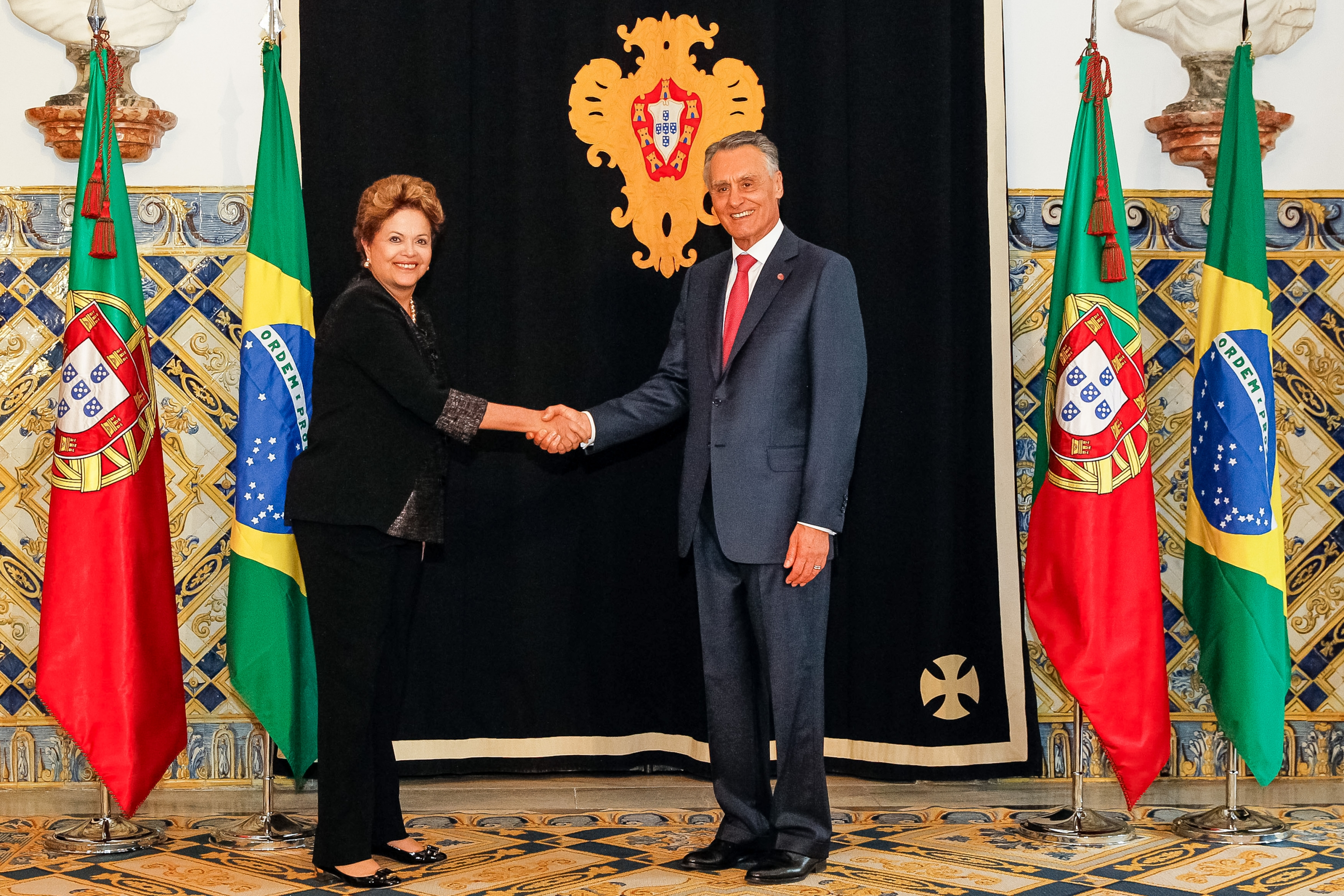
Die brasilianische Präsidentin Dilma Rousseff und Portugals Präsident Cavaco Silva im Palácio de Belém (2013)

Mit dem Beitritt zur Europäischen Gemeinschaft 1986 mit Privatisierungen und Marktliberalisierungen in Portugal und dem gleichzeitigen Ende der rechten Militärdiktatur in Brasilien intensivierten sich die ohnehin nie schwachen Beziehungen wieder deutlich. So stieg Portugal im Verlauf der 1990er Jahr zum zwischenzeitlich zweitgrößten Investor in Brasilien auf und es setzte nun erstmals eine nennenswerte Einwanderung auch aus Brasilien nach Portugal ein.
1996 gründeten Brasilien und Portugal zusammen mit den portugiesischsprachigen Ländern Afrikas die Gemeinschaft der Portugiesischsprachigen Länder (Comunidade dos Países de Língua Portuguesa, CPLP). Die CPLP ist seither ein weiteres bedeutendes Forum der gegenseitigen Beziehungen.
Gegenseitige Staatsbesuche auf allen Ebenen finden sehr häufig und zu den verschiedensten Anlässen statt. Zuletzt sprach der umstrittene neue brasilianische Präsident Jair Bolsonaro nach seiner Vereidigung am 2. Januar 2019 in Brasília mit Portugals Staatspräsident Marcelo Rebelo de Sousa als erstem ausländischen Staatsoberhaupt.

## Diplomatie

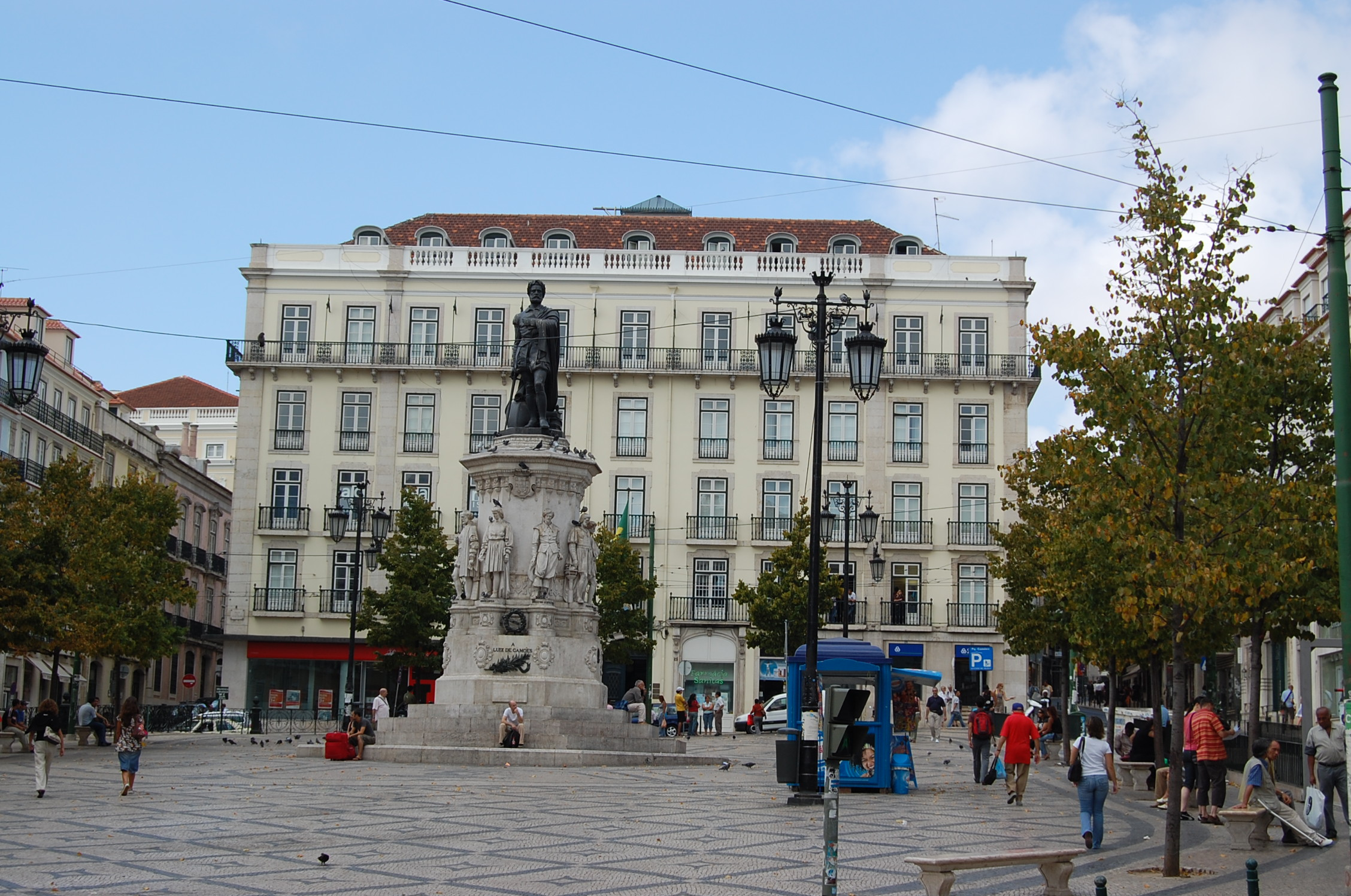
Das brasilianische Generalkonsulat am zentralen Platz Praça Luís de Camões in Lissabon

### Brasilianische Vertretungen in Portugal
Nach der Anerkennung der 1822 ausgerufenen Unabhängigkeit Brasiliens durch das brasilianisch-portugiesische Abkommen vom 28. August 1825 in Rio de Janeiro nahm im Juni 1826 die brasilianische Botschaft in Lissabon unter Clemente Alvares de Oliveira Mendes e Almeida ihre Arbeit auf. Erster regulärer Botschafter wurde 1829 Felisberto Caldeira Brant Pontes de Oliveira Horta.
Die brasilianische Botschaft in Portugal befindet sich heute in der denkmalgeschützten Quinta das Milflores, einem Herrenhaus aus dem 17. Jahrhundert an der Estrada das Laranjeiras Nr. 144, nahe dem Lissabonner Zoo.
Dazu sind drei brasilianische Generalkonsulate in Portugal eingerichtet:
- Lissabon
- Porto
- Faro an der Algarve

### Portugiesische Vertretungen in Brasilien

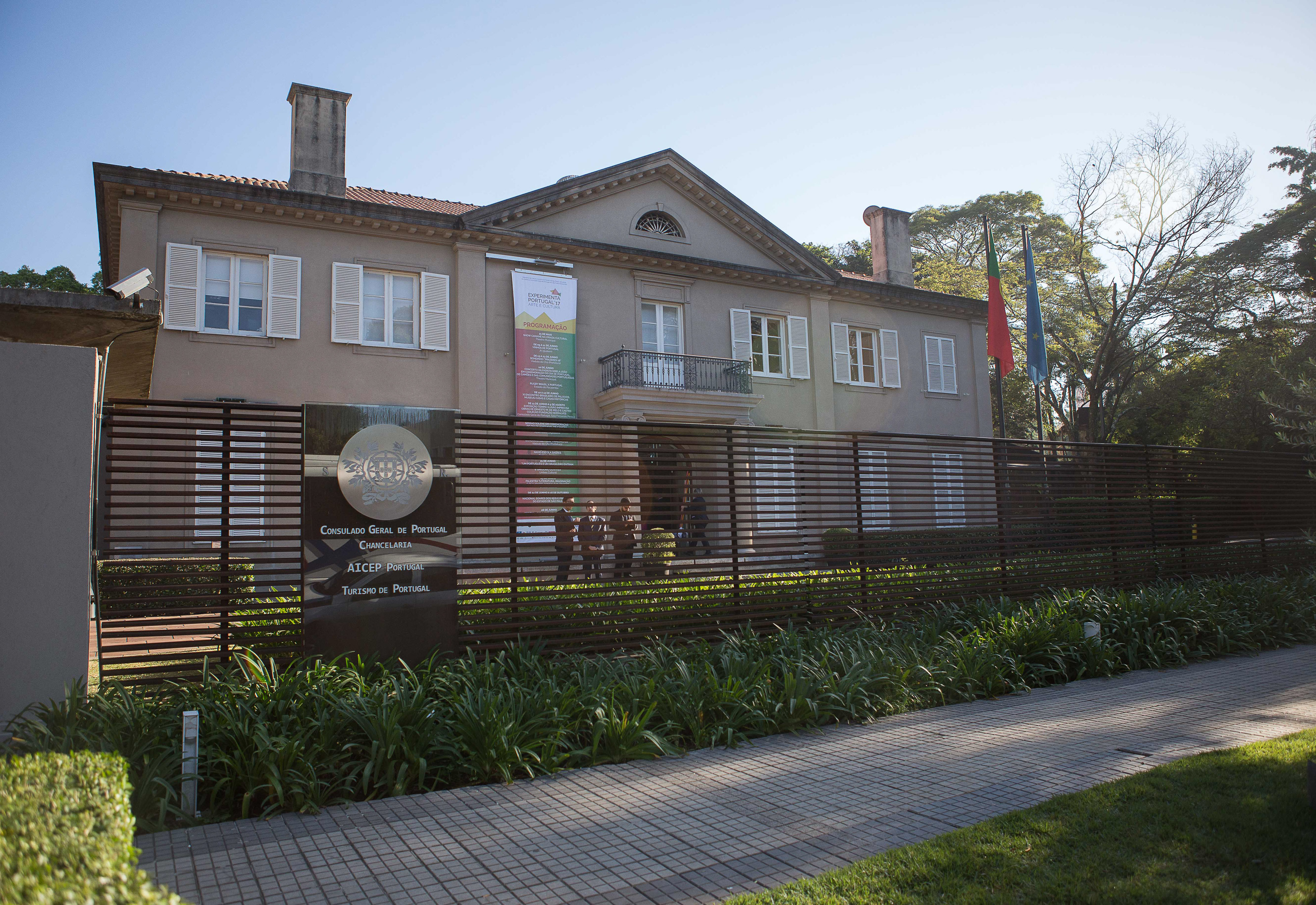
Portugals Generalkonsulat in São Paulo

Am 14. April 1826 empfing D. Pedro I., Kaiser von Brasilien und König Portugals, den Geschäftsbeauftragten der ersten diplomatischen Legation Portugals in Rio de Janeiro, Carlos Matias Pereira. Nach dem Umzug der brasilianischen Hauptstadt nach Brasília 1960 bezog die portugiesische Botschaft ihre Residenz dort in der Avenida das Nações (Setor Embaixadas Sul, Quadra 801 – Lote 2).
Portugal unterhält zudem zehn Generalkonsulate in Brasilien, in deren Amtsbezirken dazu noch weitere Honorarkonsulate tätig sind.
- Generalkonsulat Belém, mit Honorarkonsulaten in São Luís und Manaus
- Generalkonsulat Belo Horizonte, mit Honorarkonsulaten in Juiz de Fora, Montes Claros und Uberlândia
- Generalkonsulat Brasília (in der Botschaft), mit Honorarkonsulat in Goiânia
- Generalkonsulat Curitiba, mit Honorarkonsulaten in Foz do Iguaçu und Londrina
- Generalkonsulat Porto Alegre, mit Honorarkonsulat in Pelotas
- Generalkonsulat Recife, mit Honorarkonsulaten in João Pessoa und Natal
- Generalkonsulat (Vize-Konsulat) in Fortaleza
- Generalkonsulat in Rio de Janeiro, mit Honorarkonsulaten in Duque de Caxias, Niterói und Vitória
- Generalkonsulat in São Paulo, mit Honorarkonsulaten in Santos, Campo Grande, Campinas, Marília, Presidente Epitácio, São José do Rio Preto und Corumbá
- Generalkonsulat Salvador, mit Honorarkonsulaten in Ilhéus und Porto Seguro

## Migration

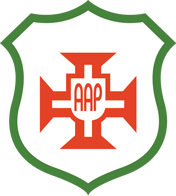
Logo des von portugiesischen Arbeitern in der brasilianischen Hafenstadt Santos gegründeten Klubs AA Portuguesa (SP), einer von vielen portugiesischstämmigen Sport- und Kulturvereinen in Brasilien

Traditionell wanderten Portugiesen seit dem 16. Jahrhundert aus ökonomischen oder familiären Gründen nach Brasilien aus, mit bedeutenderen Schüben im 17., 19. und 20. Jahrhundert. Besonders seit den 1990er Jahren hat die Zahl jedoch im Mittel stark abgenommen. 1991 waren nur noch etwas über 260.000 in Portugal geborene Bürger in Brasilien gemeldet, bis 2001 ging die Zahl auf 213.000, und 2011 weiter bis auf etwa 138.000 zurück. Insgesamt waren im Jahr 2012 noch 558.767 Portugiesen in den Konsulaten in Brasilien gemeldet. Da die Nachkommen portugiesischer Einwanderer häufig nur die brasilianische Staatsbürgerschaft besitzen und nicht in den Konsulaten gemeldet sind, ist die eigentliche portugiesische Gemeinde deutlich größer. Insgesamt wird die Zahl der von Portugiesen abstammenden Brasilianer auf über 10 Mio. geschätzt.
In den 1980er Jahren setzte erstmals auch eine Einwanderung aus Brasilien nach Portugal ein. Seither stellen Brasilianer die größte ausländische Bevölkerungsgruppe in Portugal. 1999 betrug ihre Zahl bereits 20.851 und stieg danach weiter bis auf 119.363 im Jahr 2010, womit Brasilianer 26,81 % der Ausländer in Portugal stellten. Im Zeichen der zunehmenden Wirtschaftskrise in Portugal nahm ihre Zahl danach wieder ab und sank bis auf 82.590 im Jahr 2015. Damit stellen Brasilianer noch 21 % und weiterhin die größte ausländische Bevölkerungsgruppe in Portugal.
Die Rücküberweisungen aus Brasilien nach Portugal betrugen 19,95 Mio. Euro im Jahr 2015 (2014: 26,83 Mio.; 2013: 16,52 Mio.), wobei deren Höhe in Euro angegeben wird und dabei auch vom Wechselkurs des Brasilianischen Reals beeinflusst wird. Die entsprechenden Überweisungen aus Richtung Portugal nach Brasilien betrugen 2015 dagegen 231,38 Mio. Euro (2014: 255,3 Mio.; 2013: 253,25 Mio.)

## Wirtschaft

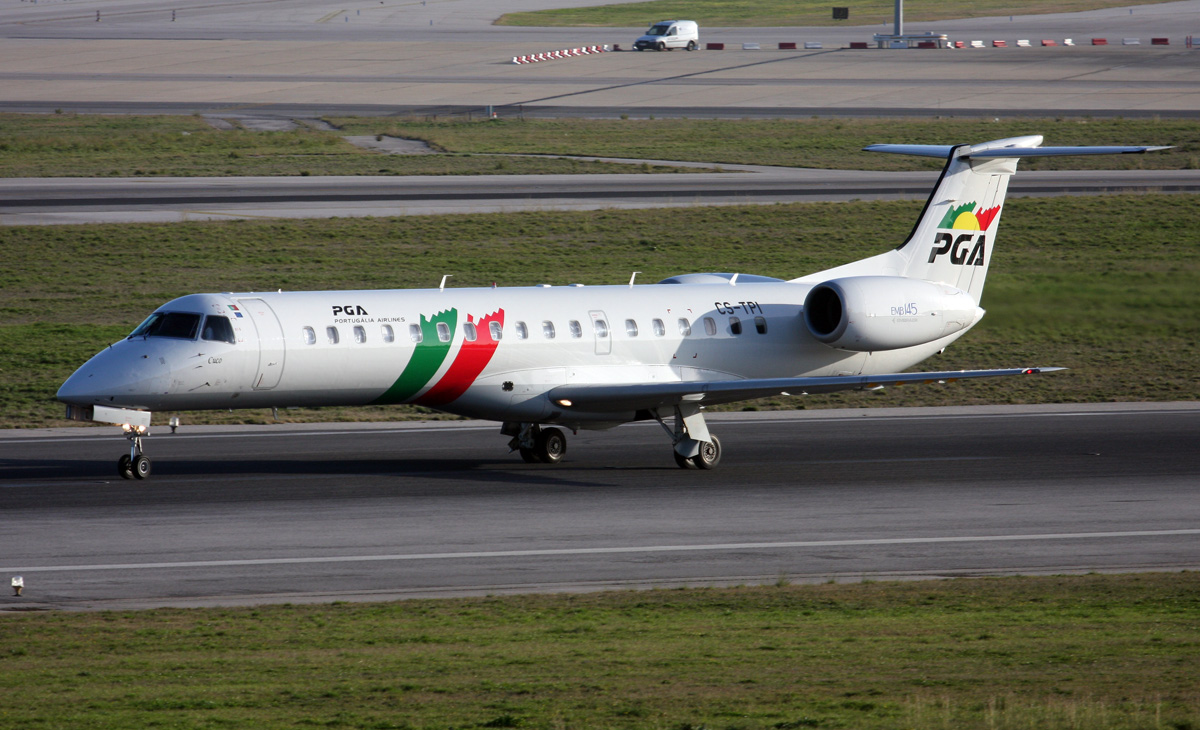
Eine Embraer-ERJ-145 der Portugália Airlines am Flughafen Lissabon (2007)

Seit den 1980er Jahren haben sich die traditionell ohnehin bedeutenden Wirtschaftsbeziehungen Portugals zu Brasilien zunehmend verstärkt. Nach dem 1986 erfolgten portugiesischen Beitritt zur Europäischen Wirtschaftsgemeinschaft (seit 1992 EU) und der folgenden Privatisierungswelle in Portugal nahmen die portugiesischen Investments in Brasilien zu, insbesondere nach den erfolgreichen Wirtschaftsreformen in Brasilien rund um den Plano Real. Erstmals begannen nun auch brasilianische Unternehmen verstärkt in Portugal zu investieren, die damit einen vereinfachten Zugang zum europäischen Markt erhielten. Unter den wichtigsten brasilianischen Engagements in Portugal waren die Forschungs-, Entwicklungs- und Wartungseinheiten des Flugzeugherstellers Embraer in Alverca und Évora, während die milliardenschweren Investitionen der Portugal Telecom zu den bedeutendsten portugiesischen Investments in Brasilien zählten.
Mit der Câmara Bilateral no Brasil besteht eine brasilianisch-portugiesische Handelskammer in der brasilianischen Hauptstadt Brasília, die Câmara Bilateral em Portugal in Lissabon ist das Pendant in der portugiesischen Hauptstadt.
Die portugiesische Außenhandelskammer AICEP unterhält zwei Niederlassungen in Brasilien, in São Paulo und in Rio de Janeiro.

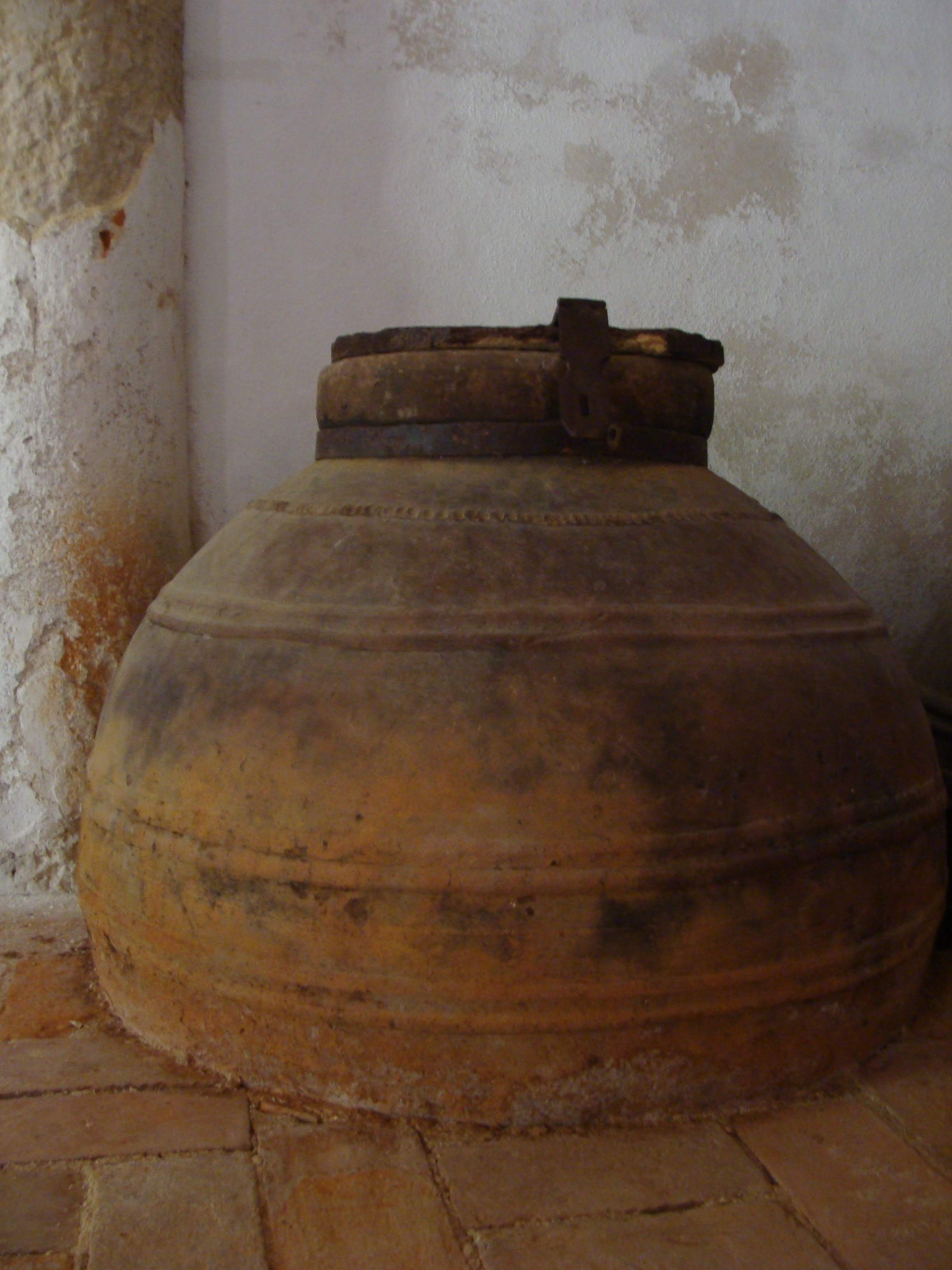
Historischer Olivenöltank im portugiesischen Convento de Cristo: bis heute konsumieren Brasilianer viel Olivenöl aus Portugal

Im Jahr 2016 exportierte Portugal Waren und Dienstleistungen im Wert von 1.540,1 Mio. Euro nach Brasilien (2015: 1.511,6 Mio.; 2014: 1.812,4 Mio.; 2013: 1.834,6 Mio.; 2012: 1.713,2 Mio.). Im Warenverkehr waren davon 45,6 % landwirtschaftliche Erzeugnisse, 21,2 % Fahrzeuge und Fahrzeugteile, 9,1 % Maschinen und Geräte und 7,0 % Lebensmittel. Damit stand Brasilien 2016 an 13. Stelle als Abnehmer und an 10. Stelle als Lieferant im internationalen Warenverkehr Portugals. Bei den Dienstleistungen dominierten Logistik und Transport mit 47,3 % und Reisen und Tourismus mit 39,8 %.
Im gleichen Zeitraum lieferte Brasilien Waren und Dienstleistungen im Wert von 1.014,9 Mio. Euro an Portugal (2015: 1.247,9 Mio.; 2014: 1.268,8 Mio.; 2013: 1.231,2 Mio.; 2012: 1.789,3). Im Warenverkehr waren davon 45,6 % Fahrzeuge und Fahrzeugteile, 19,0 % Landwirtschaftliche Produkte, 9,1 % Metalle und 8,0 % Kraftstoffe. Im brasilianischen Waren-Außenhandel stand Portugal damit im Jahr 2016 an 42. Stelle als Abnehmer und an 38. Stelle als Lieferant. Bei den Dienstleistungen dominierten auch hier Logistik und Transport mit 35,8 % und Reisen und Tourismus mit 30,5 %.
Brasilianische Touristen gehörten 2016 mit 1.484.300 Übernachtungen (2015: 1.305.800; 2014: 1.361.500; 2013: 1.209.500; 2012: 1.139.400) und Ausgaben von 399,8 Mio. Euro (2015: 375,8 Mio.; 2014: 376,5 Mio.; 2013: 404,4 Mio.; 2012: 399,8 Mio.) zu den größeren Besuchergruppen im portugiesischen Fremdenverkehr. Brasilianische Touristen standen 2016 damit für 3,9 % der Übernachtungen und 3,2 % der Einnahmen.
Portugiesische Touristen gehören ihrerseits zu den größeren Besuchergruppen im Fremdenverkehr Brasiliens, mit 170.066 von insgesamt 6,4 Mio. Touristen im Jahr 2015. Damit standen sie 2015 für einen Marktanteil von 2,65 %. Sie sind im brasilianischen Fremdenverkehr dabei die Gruppe mit den im Durchschnitt meisten Urlaubstagen pro Besucher.

## Städtepartnerschaften
Es bestehen 103 Städtefreundschaften zwischen Kommunen beider Staaten. Je 68 Orte beider Länder sind dabei freundschaftlich miteinander verbunden oder streben dies an (Stand 2015), häufig mit mehreren Orten. Damit bestehen auch auf kommunaler Ebene bedeutende brasilianisch-portugiesische Verbindungen, neben den vielfältigen zwischenstaatlichen Beziehungen und den vielen bilateralen zivilgesellschaftlichen Projekten.
Zum Teil beruhen diese Partnerschaften auf dem gemeinsamen Ortsnamen als historischer Verbindung: oftmals wählten portugiesische Auswanderer in Brasilien als Ortsnamen ihrer Neugründungen den Namen ihres Heimatortes in Portugal.
Als erste brasilianisch-portugiesische Partnerschaft kann die 1970 eingegangene Städtefreundschaft zwischen Belém do Pará (Brasilien) und Aveiro (Portugal) gelten.

## Kultur

### Institutionen
Das portugiesische Kulturinstitut Instituto Camões ist mit einem Kulturzentrum in der Hauptstadt Brasília vertreten und unterhält eine Vielzahl Projekte und Kooperationen mit einer Reihe brasilianischer Hochschulen.

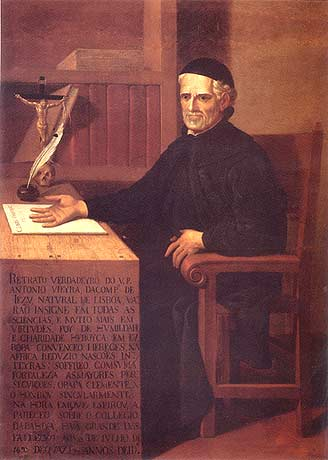
Pater António Vieira

### Literatur

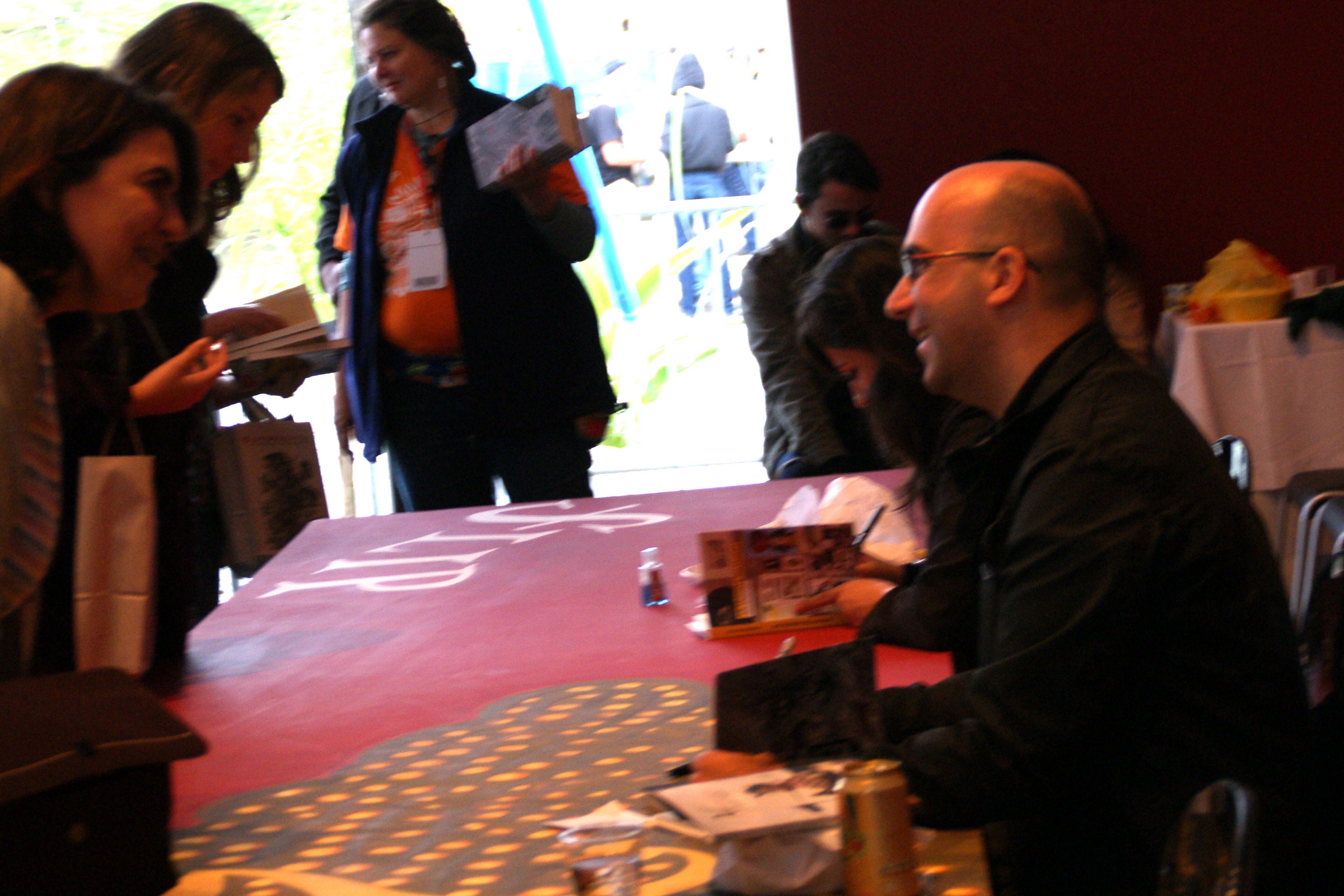
Valter Hugo Mãe in Paraty (2011)

### Film und Fernsehen

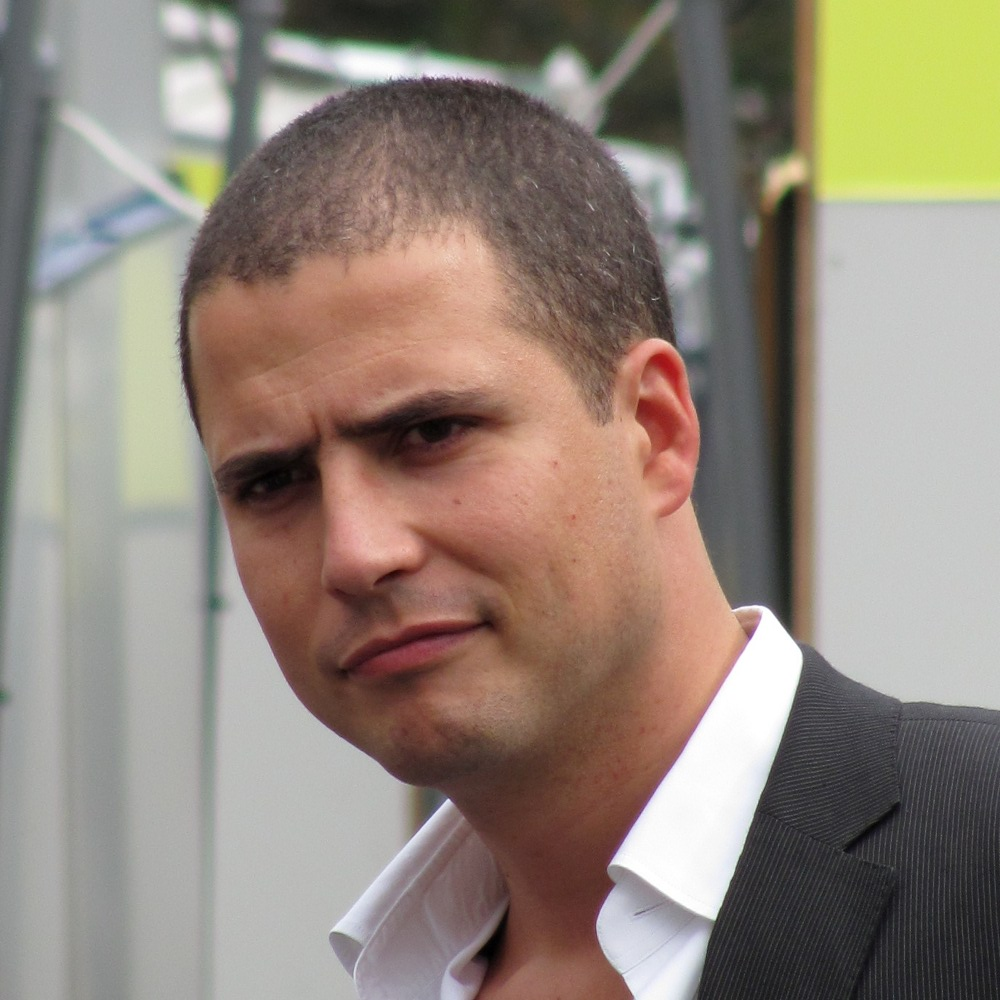
Der Gato Fedorento-Comedian Ricardo Araújo Pereira trat in den 2010er Jahren häufig auch im brasilianischen Fernsehen auf

Viele portugiesische Filme entstehen in Koproduktion mit brasilianischen Produktionsfirmen. Teilweise kommt es dabei auch zu umfassenderen Zusammenarbeiten, als Beispiel kann die brasilianische Sherlock-Holmes-Kriminalkomödie O Xangô de Baker Street (2001, mit dem Portugiesen Joaquim de Almeida in der Titelrolle) gelten.
Auch wenn das brasilianische Cinema Novo und das portugiesische Novo Cinema kaum Bezug aufeinander nahmen, so bestehen doch Verbindungen zwischen dem Portugiesischen Kino und dem brasilianischen Film. Beispielhaft können Namen gelten wie der 1965 in Brasilien geborene portugiesische Regisseur Sérgio Tréfaut oder der 1931 in der portugiesischen Kolonie Mosambik geborene Ruy Guerra, der ein Mitbegründer des brasilianischen Cinema Novos wurde.
Portugiesische Schauspieler wie Amália Rodrigues oder der populäre Komiker Raul Solnado waren häufig Gast im brasilianischen Fernsehen.
Insbesondere seit den 1980er Jahren eroberten die brasilianischen Telenovelas das portugiesische Fernsehen. Sie sind seither allgegenwärtig im portugiesischen Fernsehen und tragen maßgeblich zur kulturellen Präsenz Brasiliens in Portugal bei.
Brasilien und Portugal sind häufig Gegenstand gegenseitiger Fernsehproduktionen, etwa als Folgen der Serien Portugueses pelo Mundo (dt. etwa: „Portugiesen über die Welt verstreut“) bzw. O Mundo Segundo os Brasileiros (dt. etwa: „Die Welt durch Brasilianer gezeigt“). Auch zahlreiche Dokumentarfilme sind zu nennen, darunter Carnaval para D. João VI, der anhand des Karnevals in Rio 2008, dessen Thema der 200. Jahrestag der Flucht des portugiesischen Königshauses nach Rio de Janeiro war, den vielen Gemeinsamkeiten und Unterschieden der historisch so verbundenen Länder nachgeht.

### Musik

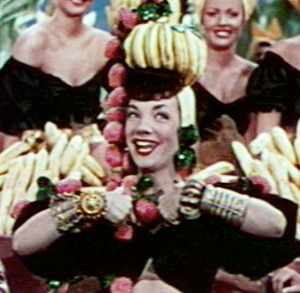
Carmen Miranda in The Gang's All Here (1943)

Zum portugiesischen Erbe in der brasilianischen Musik zählen u. a. Instrumente wie Pandeiro oder Cavaquinho und verschiedene Liedformen, zudem weisen Musiktraditionen insbesondere im Nordosten Brasiliens auf portugiesisches Erbe, aber auch auf die von Portugiesen hergebrachten afrikanischen Sklaven.
Eine der weltweit bekanntesten Figuren in der Geschichte der populären Musik Brasiliens ist Carmen Miranda (1909–1955). Sie wurde im nordportugiesischen Marco de Canaveses geboren und ging bereits als Kleinkind mit ihren Eltern nach Brasilien.
Die bekannteste portugiesische Sängerin, Amália Rodrigues, nahm 1945 in Brasilien ihre ersten Schallplattenaufnahmen auf.

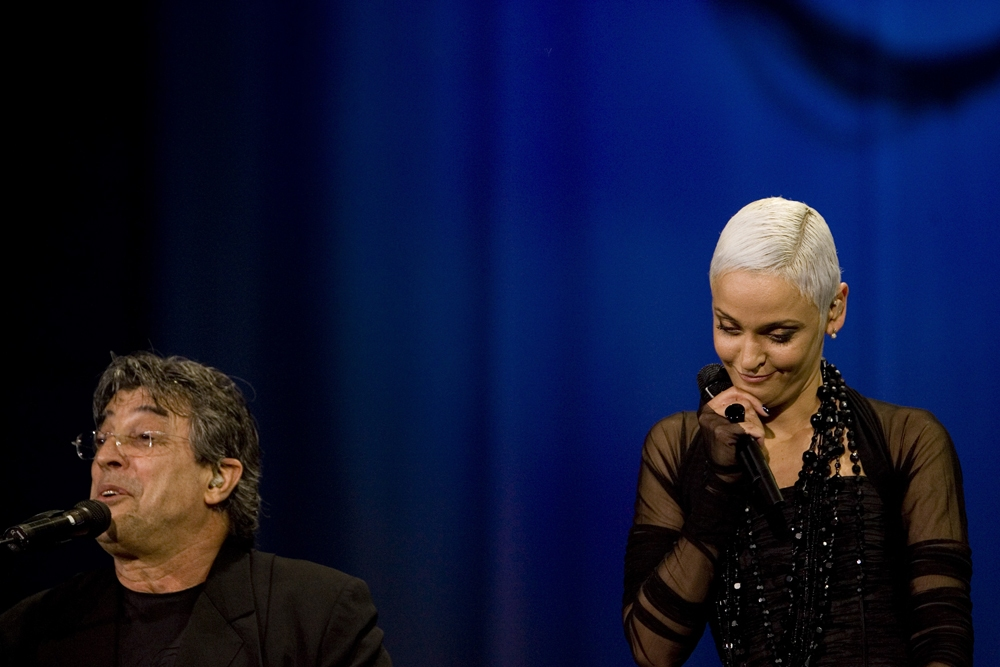
Gemeinsamer Auftritt der portugiesischen Fadosängerin Mariza und des brasilianischen Musikers Ivan Lins (2007)

Brasilianische Musik ist in Portugal deutlich allgegenwärtiger, als Portugiesische Musik in Brasilien. Portugiesische Musiker touren regelmäßig auch durch Brasilien, doch erreichten auch Erfolge wie die der Gruppe Madredeus oder von Fado-Sängerinnen wie Ana Moura in Brasilien dort keinen vergleichbaren Bekanntheitsgrad in der Breite der Bevölkerung wie der brasilianischer Sänger in Portugal, etwa Ivete Sangalo, Roberto Carlos, der portugiesischstämmige Roberto Leal oder auch Daniela Mercury, die sowohl im portugiesischen als auch dem brasilianischen Ableger der Pop Idol TV-Casting Shows (in Deutschland als Deutschland sucht den Superstar) in der prominenten Jury saß.
Zwischen Musikern beider Länder herrscht dagegen ein regerer Austausch. Die Kooperation zwischen der portugiesischen Band Xutos & Pontapés und der brasilianischen Gruppe Titãs, deren Konzertreihe von einer gemeinsamen CD 2012 begleitet wurde, ist nur ein Beispiel für die zahllosen Duette und gegenseitigen Gastauftritte von Musikern beider Länder, darunter etwa die verschiedenen brasilianischen Gastsängerinnen bei Stücken Rodrigo Leãos.
Weitere der zahllosen Beispiele des gegenseitigen Austauschs und der kulturellen Verbundenheit sind Projekte wie die gemeinsamen Aufnahmen von Amália Rodrigues und Vinícius de Moraes im Dezember 1968 in der intimen Atmosphäre von Amálias Wohnung (als Amália / Vinicius 1970 bei Valentim de Carvalho erstmals veröffentlicht), oder das Lied Fado tropical, das der international bekannte brasilianische Musiker Chico Buarque nach der Nelkenrevolution in Portugal 1974 schrieb und das nicht nur Musiker wie Caetano Veloso u. a. interpretierten, sondern er selbst auch mit dem portugiesischen Fadosänger Carlos do Carmo aufnahm.
Die portugiesische Pianistin Maria João Pires lebt seit 2006 in Brasilien, seit 2010 besitzt sie zudem auch die brasilianische Staatsbürgerschaft.
Auch die Underground-Kulturen beider Länder pflegen einen intensiven Austausch, bei dem wieder die brasilianischen Musiker in Portugal bekannter sind, als die portugiesischen Bands in Brasilien. So spielen etwa Ratos de Porão, eine der Veteranen des Punk in Brasilien, vor bis zu 2.000 Menschen bei Klubkonzerten in Portugal oder auf größeren Festivals dort, während portugiesische Bands seltener in Brasilien auftreten, und Bands wie Albert Fish oder Simbiose zwar mehrmals in Brasilien gastierten, jedoch nur in kleinen Clubs dort auftreten. Damit spiegelt sich auch im Underground das Übergewicht Brasiliens in den regen bilateralen Kulturbeziehungen wider.
Das traditionsreiche Musikfestival Rock in Rio fand sechsmal in Rio de Janeiro und viermal in Lissabon statt.

## Sport

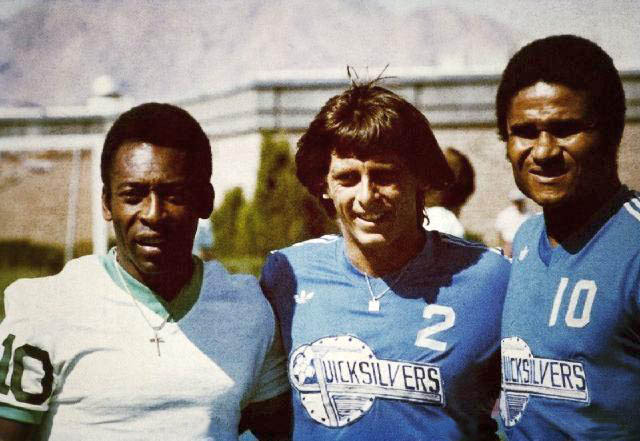
Portugals Eusébio (rechts) und Brasiliens Pelé (links) vor einem Spiel der Las Vegas Quicksilvers gegen Cosmos New York (1977)

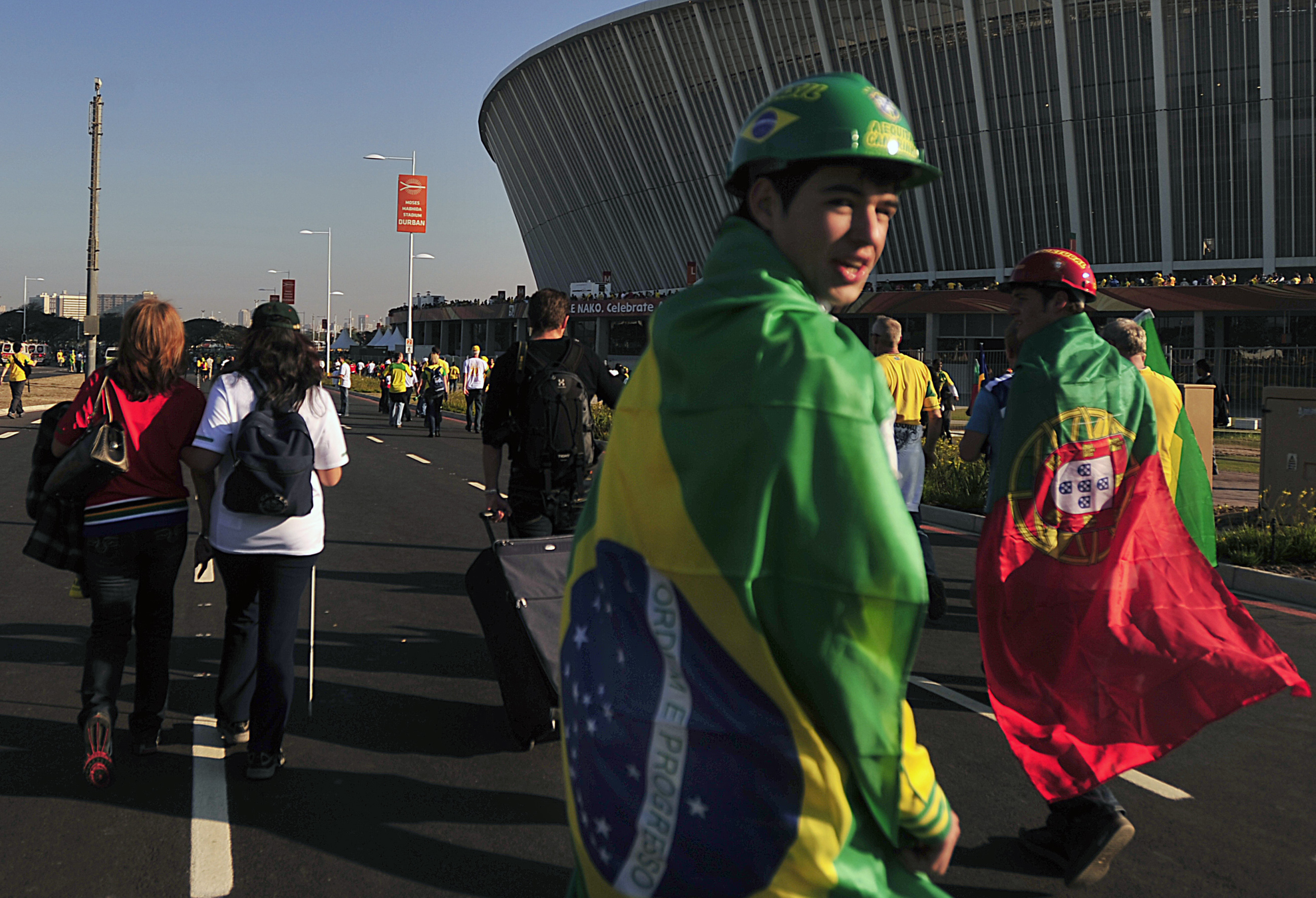
Brasilianische und portugiesische Fans vor der Begegnung bei der WM 2010

### Fußball
In beiden Ländern ist Fußball unbestrittener Nationalsport Nummer eins.
Männer
Die brasilianische Fußballnationalmannschaft traf bisher 20 Mal auf die portugiesische Elf und blieb dabei dreimal siegreich und viermal unterlegen, 13 Mal trennte man sich unentschieden. Das erste Mal trafen sie bei einem Freundschaftsspiel am 8. April 1956 in Lissabon aufeinander, Brasilien gewann 1:0. Bei der WM 1950 in Brasilien war Portugal nicht vertreten, bei Brasiliens zweiter Heim-WM, der WM 2014, schied Portugal nach der Gruppenphase aus.
Portugiesische Fußballer werden kaum von brasilianischen Clubs unter Vertrag genommen, auch wenn einige Vereine dort portugiesische Wurzeln haben, darunter die Portuguesa, die Mitglied des Clube dos 13 ist, den 13 wichtigsten Vereinen Brasiliens.
Brasilianische Fußballspieler spielen dagegen schon lange und sehr zahlreich im portugiesischen Fußball, bis in niedrigere Ligen hinunter. Lange Zeit traf auch die frühere Ausländerregelung, nach der höchstens drei Ausländer in einem Team auflaufen durften, für Brasilianer in Portugal nicht zu. Auch wenn die größten brasilianischen Fußballstars in Europa meist bei noch erfolgreicheren Klubs als den drei größten portugiesischen Vereinen spielten, so waren doch auch eine Reihe brasilianischer Topspieler häufig in Portugal unter Vertrag. Einige Brasilianer nahmen zudem die portugiesische Staatsbürgerschaft an und traten auch in der portugiesischen Nationalelf an, etwa Deco oder auch Pepe, der mit Portugal Europameister 2016 wurde. Der brasilianische Erfolgstrainer Luiz Felipe Scolari führte zunächst Brasilien zum WM-Titel 2002 und dann Portugal zur Vize-Europameisterschaft 2004 im eigenen Land.
Vor der Verpflichtung von Jorge Jesus beim brasilianischen Traditionsverein Flamengo Rio de Janeiro 2019 arbeiteten portugiesische Trainer eher selten für Klubs in Brasilien. Nach dem großen Erfolg von Jorge Jesus mit seinem in Brasilien für Überraschung sorgenden attraktiven Spielstil und der folgenden enormen Popularität des Portugiesen bahnte sich eine Änderung an. So verpflichtete Anfang 2020 mit dem FC Santos ein weiterer Traditionsverein in Brasilien einen portugiesischen Teamchef, den international erfahrenen Jesualdo Ferreira.
Frauen
Am 1994 eingeführten Algarve-Cup, einem bedeutenden Frauen-Fußballturnier an der portugiesischen Algarve, nimmt Brasilien seit 2015 teil. Beim Algarve-Cup 2016 trafen dabei die Frauen-Nationalmannschaften Portugals und Brasiliens zum zweiten Mal aufeinander, Brasilien setzte sich dabei mit 3:1 durch.
Erstmals spielten beide am 9. Dezember 2012 beim São Paulo Turnier gegeneinander, Brasilien gewann 4:0.

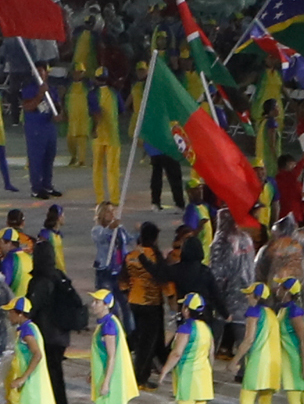
Telma Monteiro mit der Flagge Portugals bei der Abschlussfeier der Olympiade 2016 in Rio de Janeiro

### Andere
Bei den Olympischen Sommerspielen 2016 in Rio de Janeiro gewann Portugal eine Bronzemedaille (Telma Monteiro im Judo) und landete am Ende auf dem 78. Platz des Medaillenspiegels.
Bei den Jogos da Lusofonia, den Spielen der Gemeinschaft der Portugiesischsprachigen Länder, treffen brasilianische und portugiesische Athleten in einer Vielzahl Sportarten aufeinander.